# اوله ولوتیوک
اوله ولوتیوک (اوکراینی: Олег Вікторович Волотьок؛ زادهٔ ۱۵ اوت ۱۹۶۷) بازیکن فوتبال اهل اتحاد جماهیر شوروی سوسیالیستی است.
از باشگاه‌هایی که در آن بازی کرده‌است می‌توان به باشگاه فوتبال کریفباس کریفیی ریه، باشگاه فوتبال تورپیدو زاپروژیا، باشگاه فوتبال ینی‌سئی کراسنویارسک، باشگاه فوتبال ماریوپول، باشگاه فوتبال استال آلچفسک، باشگاه فوتبال دینامو کی‌یف، باشگاه فوتبال اوورلا اوژهورود، و باشگاه فوتبال زوریا لوهانسک اشاره کرد.